# Serafin (Rose)
Serafin, imię świeckie Eugene Dennis Rose (ur. 13 sierpnia 1934 w San Diego, zm. 2 września 1982 w Platinie) – amerykański mnich prawosławny należący do Rosyjskiego Kościoła Prawosławnego poza granicami Rosji, jeden z najbardziej znanych intelektualistów prawosławnych XX wieku. Jego dzieła przyczyniły się do popularyzacji prawosławia we współczesnej kulturze amerykańskiej i na całym Zachodzie, zyskały także popularność w Rosji. Chociaż nie został formalnie kanonizowany, przez wielu prawosławnych jest czczony jako święty w ikonografii, liturgii i modlitwie.

## Młodość
Eugene Dennis Rose urodził się w San Diego w Kalifornii jako syn Franka i Esther Rose’ów. Został ochrzczony w wieku 14 lat we wspólnocie metodystów, jednak w wyniku młodzieńczego kryzysu wiary został ateistą. Badania IQ Rose’a wskazywały na geniusz. Miał ogromną wiedzę historyczną, znał wiele języków, w czasie studiów w Pomona College, gdzie studiował filozofię chińską, w ciągu roku nauczył się doskonale języka chińskiego. W czasie pobytu w San Francisco wszedł w środowisko bitników – lata te nazywał później „piekłem”, nadużywał alkoholu i narkotyków. Rozpoczął jednak w tym okresie swoją formację duchową poprzez poznawanie modnego wtedy wśród amerykańskich studentów buddyzmu.

## Prawosławie
Po ukończeniu w 1956 nauki w Pomona College Rose studiował pod kierunkiem Alana Wattsa w American Academy of Asian Studies. Odkrył wtedy pisma René Guénona, które skłoniły go do poszukiwania autentycznej, ugruntowanej w tradycji duchowości. Jego przyjaciel Gregerson, który był wtedy praktykującym prawosławnym, polecił mu zapoznanie się z duchowością prawosławia. Mimo że Gregerson ostatecznie je porzucił, Rose nadal zgłębiał wiedzę o prawosławiu, w 1962 przystępując do Cerkwi.
Eugene założył prawosławną księgarnię obok katedry Rosyjskiej Cerkwi prawosławnej poza Rosją w San Francisco, która była wtedy jeszcze w budowie. Z błogosławieństwem św. Jana z Szanghaju i San Francisco wokół księgarni zawiązała się wspólnota prawosławnych księgarzy i wydawców, Bractwo św. Hermana z Alaski. W 1965 Eugene został wyświęcony na lektora. W 1968 wspólnota zdecydowała się porzucić życie miejskie i założyć wspólnotę mnichów prawosławnych w odludnych rejonach północnej Kalifornii. Z pomocą finansową rodziców Eugene’a na szczycie góry Platina powstał monaster i drukarnia, w której powstawało czasopismo Rose’a The Orthodox Word, ukazujące się już od 1964. W 1970 został postrzyżony na mnicha i przyjął imię Serafin, a w czasie pierwszych lat spędzonych w monasterze pobierał nauki konieczne do zostania kapłanem prawosławnym. Mnisi weszli wtedy w konflikt z biskupem Antonim, który od początku przeciwstawiał się planom powstania monasteru, twierdząc, że „nie ma już eremitów”. Mnisi odrzucali liberalizm szerzący się w latach 60. w całym chrześcijaństwie, dystansując się od autorytetu popularnych wtedy teologów prawosławnych. Wkrótce do ich wspólnoty przystąpiło wielu Amerykanów, powstawały związane z nią ośrodki duchowe, a także monaster żeński.
W 1977 mnisi przyjęli święcenia kapłańskie. Hieromnich Serafin napisał wtedy kilka książek, m.in. God’s Revelation to the Human Heart [Objawienie Boże do serca ludzkiego], Orthodoxy and the Religion of the Future (Prawosławie a religia przyszłości) i The Soul After Death (Dusza po śmierci). Dzieła mnicha Serafina i jego czasopismo były wydawane także po jego śmierci. Ich przekłady pojawiły się także w Rosji – krążyły w samizdacie, zostały oficjalnie wydane dopiero po upadku komunizmu. W 1982 zmarł z powodu ciężkiej choroby – według świadków wokół jego zwłoki nie wykazywały oznak rozkładu i unosił się wokół nich zapach róż, co – szczególnie w prawosławiu – uznawane jest za oznakę świętości. Wierni przydają mu tytuł „błogosławionego”, oczekuje na kanonizację przez synod Cerkwi prawosławnej.

## Poglądy
Był krytykiem instytucjonalizacji chrześcijaństwa, w czym przypominał rosyjskiego filozofa Władimira Sołowjowa. Głosił potrzebę chrześcijaństwa ascetycznego i surowego. Przeciwstawiał się ostro zależności Cerkwi rosyjskiej od władz ZSRR. Głosił konieczność chrześcijaństwa zaangażowanego, był krytykiem liberalizmu i modernizmu. W jego nauce wyraźny jest aspekt eschatologiczny – uważał, że żyjemy u schyłku czasów, na progu „wielkiego odstępstwa”, a pod wpływem liberalizmu w chrześcijaństwie kształtuje się nowa, synkretyczna religia niemająca nic wspólnego z chrześcijaństwem prawdziwym i tradycyjnym. Chrześcijanie powinni więc być według niego przygotowani na prześladowania i „zejście do katakumb” – mówił, że „co zdarzyło się wczoraj w Rosji, jutro może zdarzyć się w Ameryce”.